# James Tully (homme politique)
James Tully (18 septembre 1915 – 20 mai 1992) est un homme politique et syndicaliste du Parti travailliste irlandais. Il est ministre de la Défense de 1981 à 1982, chef adjoint du Parti travailliste de 1981 à 1982 et ministre du Gouvernement local de 1973 à 1977. Il est Teachta Dála (TD) pour la circonscription de Meath de 1954 à 1957 et de 1961 à 1982.

## Biographie
Originaire de Carlanstown, près de Kells dans le comté de Meath, Tully fait ses études dans les écoles de Carlanstown et à l'école classique St Patrick de Navan. Il est élu au Dáil Éireann en tant que député du Parti travailliste pour la circonscription de Meath aux élections générales de 1954. Il perd son siège aux élections générales de 1957, mais est réélu aux élections générales de 1961 et reste jusqu'en 1982. Lorsque le parti travailliste entre dans un gouvernement de coalition avec le Fine Gael en 1973, il est nommé ministre du Gouvernement local. Tout en occupant ce poste, il se fait connaître grâce à une augmentation massive de la construction de logements sociaux et à une tentative de gerrymandering des circonscriptions irlandaises afin d'assurer la réélection de la Coalition nationale aux élections générales de 1977. Son effort de réorganisation électorale via la loi électorale (amendement) de 1974, appelée « Tullymander », se retourne contre lui de façon spectaculaire et contribue à provoquer une victoire pour l'opposition, le Fianna Fáil. Il est considéré comme un conservateur au sein du Parti travailliste, mais a tendance à soutenir les décisions du parti, même s'il n'est pas d'accord avec elles. Pendant de nombreuses années, il s'oppose à la coalition, mais trouvant les années dans l'opposition infructueuses, il change d'avis et devient de plus en plus en faveur d'une coalition avec le Fine Gael.
Tully est nommé chef adjoint du Parti travailliste sous Michael O'Leary en 1981, et ministre de la Défense dans l'éphémère gouvernement Fine Gael-Parti travailliste de 1981 à 1982. À ce titre, il se rend au Caire en 1981, en tant que représentant de l'Irlande au défilé militaire annuel de la victoire égyptienne du 6 octobre. Alors qu'il se trouve dans la tribune officielle, à côté du président Anouar Sadate, il est blessé au visage par un éclat de balle lorsque Sadate est assassiné par des membres du Jihad islamique égyptien qui avaient infiltré l'armée égyptienne.
En 1982, quelques mois après les événements, James Tully se retire de la politique. Il décède dix ans plus tard, à l'âge de 76 ans.